# Hayley McFarland
Hayley McFarland (Edmond, Oklahoma, 29 de março de 1991) é uma atriz, cantora e dançarina  norte-americana. Interpretou a personagem Emily Lightman na série de TV, Lie to Me.
Quando criança, apareceu em várias produções teatrais, incluindo: Titanic, Um Violinista no Telhado e O Som da Música. Por vários anos, ela treinou com Michelle De Long no ACTS (Actors Casting & Talent Services), onde participou em certos shows como, “Você é uma boa ou má bruxa?” (Are You a Good Witch or a Bad Witch?). Teve participações em Gilmore Girls, interpretou uma adolescente com síndrome Li-Fraumeni no 14o episódio da 10a temporada de Grey’s Anatomy, ER e Criminal Minds e filmes como Ring Around the Rosie, Um crime americano e O efeito da Fúria.Também atuou nas ultimas duas temporadas da série Sons of Anarchy.

## Filmografia
| Ano       | Participação                      | Personagem                    | Notas                                                  |  |
| --------- | --------------------------------- | ----------------------------- | ------------------------------------------------------ |  |
| 2006      | Ring Around the Rosie             | Young Karen                   | -                                                      |  |
| 2007      | Um Crime Americano                | Jennifer Faye 'Jennie' Likens | -                                                      |  |
| 2007      | ER                                | Candice                       | 1 episódio                                             |  |
| 2007      | Gilmore Girls                     | Marcia                        | 2 episódios                                            |  |
| 2008      | Criminal Minds                    | Katie Owen                    | 1 episódio                                             |  |
| 2008      | Pushing Daisies                   | Nikki Heaps                   | 1 episódio                                             |  |
| 2008      | O Efeito da Fúria                 | Lori Carline                  | -                                                      |  |
| 2009      | 24 horas                          | Emily Latham                  | 1 episódio                                             |  |
| 2009      | Lie to Me                         | Emily Lightman                | 1ª temporada - recorrente 2ª e 3ª temporadas - regular |  |
| 2009      | Medium                            | Jamie Portman                 | 1 episódio                                             |  |
| 2009      | United States of Tara             | Petula                        | 1ª temporada - recorrente                              |  |
| 2009      | Desaparecidos                     | Addy Gilroy                   | 1 episódio                                             |  |
| 2011      | Law & Order: Special Victims Unit | Jenna Fox                     | 1 episódio                                             |  |
| 2013      | The Conjuring                     | Nancy Perron                  | -                                                      |  |
| 2013-2014 | Sons of Anarchy                   | Brooke                        | 6 episódios                                            |  |
| 2014      | Grey's Anatomy                    | Rory Williams                 | 1 episódio                                             |  |